# Luxemburgs historie
Luxembourgs historie er i stor grad knyttet til historien om staterne, der omgiver landet, og deres skiftende dynastier. Over tid er Luxembourgs landområder blevet reduceret, mens dets politiske uafhængighed gradvist er blevet styrket.
De første skriftlige beretninger fra det område, som i dag udgør Luxembourg, er kendt allerede fra Cæsar. Det er imidlertid normalt at regne starten på Luxembourgs historie til år 963. I de følge fem århundrede var det Huset Luxembourg, som havde magten i landet. Da denne slægt døde ud, forsvandt også Luxembourgs uafhængighed i højmiddelalderen. Efter en tid under Hertugdømmet Burgund igennem 1300- og 1400-tallet kom Luxembourg under Huset Habsburg i 1477.
Efter Firsårskrigen blev Luxembourg en del af de spanske Nederlande, og derefter kom det i 1713 videre til den østrigske del af Habsburg-dynastiet. Under den franske revolution blev landet besat. 
Det blev gennem Paris-traktaten af 1815 omformet til et formelt uafhængigt storhertugdømme i personalunion med Nederlandene under Vilhelm 1. af Nederlandene. Traktaten delte også Luxembourg, noget som tidligere var sket i 1659, og som igen skete i 1839. Selv om disse traktater reducerede Luxembourgs landområder, øgede det også Luxembourgs uafhængighed, noget som blev bekræftet under Luxembourg-krisen i 1867. Luxembourg fortsatte i personelunionen frem til 1890, da Nederlandene fik en kvindelig tronfølger, hvilket ikke var foreneligt med Luxembourgs grundlov. Her valgtes Adolf 1. af Luxembourg til storhertug.
I de følgende årtier blev Luxembourg tysk interesseområde, specielt efter at Luxembourg fik sit eget monarki i 1890. Under 1. verdenskrig blev landet besat af Tyskland fra 1914 til 1918 og på ny igen under 2. verdenskrig fra 1940 til 1944. Siden den sidste verdenskrig har Luxembourg med sin strategiske placering mellem store økonomier udviklet sig til at blive et af verdens rigeste lande med en hurtigt voksende økonomi, politisk stabilitet og tæt deltagelse i den europæiske integration gennem EU.